# Франкфорт (містечко, Нью-Йорк)
Франкфорт (англ. Frankfort) — місто (англ. town) в США, в окрузі Геркаймер штату Нью-Йорк. Населення — 7011 особа (2020).

## Демографія
Згідно з переписом 2010 року, у місті мешкало 7636 осіб у 3078 домогосподарствах у складі 2097 родин. Було 3266 помешкань
Расовий склад населення:
| - 97,1 % — білих - 0,7 % — чорних або афроамериканців - 0,4 % — азіатів - 0,1 % — корінних американців |

До двох чи більше рас належало 1,3 %. Частка іспаномовних становила 1,3 % від усіх жителів.
За віковим діапазоном населення розподілялося таким чином: 22,6 % — особи молодші 18 років, 61,2 % — особи у віці 18—64 років, 16,2 % — особи у віці 65 років та старші. Медіана віку мешканця становила 42,7 року. На 100 осіб жіночої статі у місті припадало 94,1 чоловіків;  на 100 жінок у віці від 18 років та старших — 92,2 чоловіків також старших 18 років.
Середній дохід на одне домашнє господарство  становив 60 823 долари США (медіана — 53 104), а середній дохід на одну сім'ю — 71 685 доларів (медіана — 67 776). Медіана доходів становила 39 831 долар для чоловіків та 34 849 доларів для жінок. За межею бідності перебувало 11,7 % осіб, у тому числі 17,0 % дітей у віці до 18 років та 1,7 % осіб у віці 65 років та старших.
Цивільне працевлаштоване населення становило 3588 осіб. Основні галузі зайнятості: освіта, охорона здоров'я та соціальна допомога — 29,1 %, роздрібна торгівля — 16,0 %, виробництво — 10,8 %, фінанси, страхування та нерухомість — 6,6 %.